# Myrica quercifolia
Myrica quercifolia là một loài thực vật có hoa trong họ Myricaceae. Loài này được L. mô tả khoa học đầu tiên năm 1753.